# Pixeline Skolehjælp: Dansk – Pixeline får det sidste ord
 Pixeline Skolehjælp: Dansk – Pixeline får det sidste ord  er det første spil i Pixeline Skolehjælp serien. Spillet er fra 2005 og er udgivet af Krea Media. 
Spillet har tre levels for 3. 4. og 5. klasse. Spillet starter med at Pixeline er på besøg hos pindsvinet Bruce, her skal hun samle hans flyvemaskine, men der mangler både motor, propel, hjul, sæde og maling. For at finde disse ting må Pixeline igennem nogle opgaver, hvor der skal findes dele til flyveren, og læres om bogstaver, stavning og læsning.